# Gigantura chuni
Espèce
Statut de conservation UICN

 LC 15 mai 2013 : Préoccupation mineure
Synonymes
- Gigantura vorax Regan, 1925

Gigantura chuni est une espèce de poissons marins téléostéens de la famille des Giganturidae.

## Systématique
L'espèce Gigantura chuni a été décrite pour la première fois en 1901 par le zoologiste Allemand August Brauer.

### Synonymie
Selon Catalogue of Life (01 juin 2025) : 
- Gigantura vorax Regan, 1925

## Description
Gigantura chuni possède un corps allongé qui varie de 9,5 à 17,0 cm, et dont l'holotype mesure 11,5 cm.
Comme son nom générique le suggère, Gigantura chuni possède une queue très allongée, avec en particulier la partie basse de sa nageoire caudale qui s'étire parfois jusqu'à plus de la moitié de l'ensemble du corps.
L'espèce se remarque aussi par ses yeux protubérants, qui valent aux espèces du genre Gigantura le nom vernaculaire anglophone de « Telescopefish », poisson télescope. Ces yeux sont orientés vers l'avant et sont une forme de convergence évolutive présente chez plusieurs espèces de la zone bathypélagique
Gigantura chuni se remarque aussi par sa peau iridescente et sa bouche garnie de nombreuses dents caniniformes.

## Répartition
Cette espèce possède une très large répartition, bien qu'elle soit essentiellement intertropicale, comprenant les océans Atlantique, Indien et Pacifique, la mer de Java, la mer des Moluques, la mer des Caraïbes à des profondeurs variant de 30 à 70 m pour les juvéniles et de 500 à 1 500 m pour les spécimens adultes.

## Étymologie
Son épithète spécifique, chuni est un hommage au biologiste et explorateur allemand Carl Chun qui a dirigé l'expédition ayant mené à la découverte de l'espèce.

## Comportement

### Proies
Gigantura chuni se nourrit essentiellement de poissons plus petits, comme les jeunes poisson-vipère, des membres du genre Cyclothone ou du genre Gonostoma

## Publication originale
- (de) August Brauer, « Sitzungsberichte der Gesellschaft zur Beförderung der Gesamten Naturwissenschaften zu Marburg », Sitzungsberichte der Wissenschaftlichen Gesellschaft zu Marburg, no 340,‎ 1901, p. 37-40 (lire en ligne, consulté le 1er juin 2025).